# Max Petznik
Max Petznik (ur. 21 sierpnia 1903, zm. ?) – polski duchowny luterański, konsenior diecezji piotrkowskiej Kościoła Ewangelicko-Augsburskiego w RP.

## Życiorys
11 października 1931 został ordynowany na duchownego. Był wikariuszem w parafii Św. Mateusza w Łodzi, a następnie w latach 1933–1945 proboszczem parafii w Piotrkowie Trybunalskim. Jako proboszcz doprowadził między innymi do remontu budynków parafii zarówno w mieście, jak i w kantoratach. Przed II wojną światową, ks. Max Petznik piastował również urząd konseniora diecezji piotrkowskiej. 